# Кро-Маньон

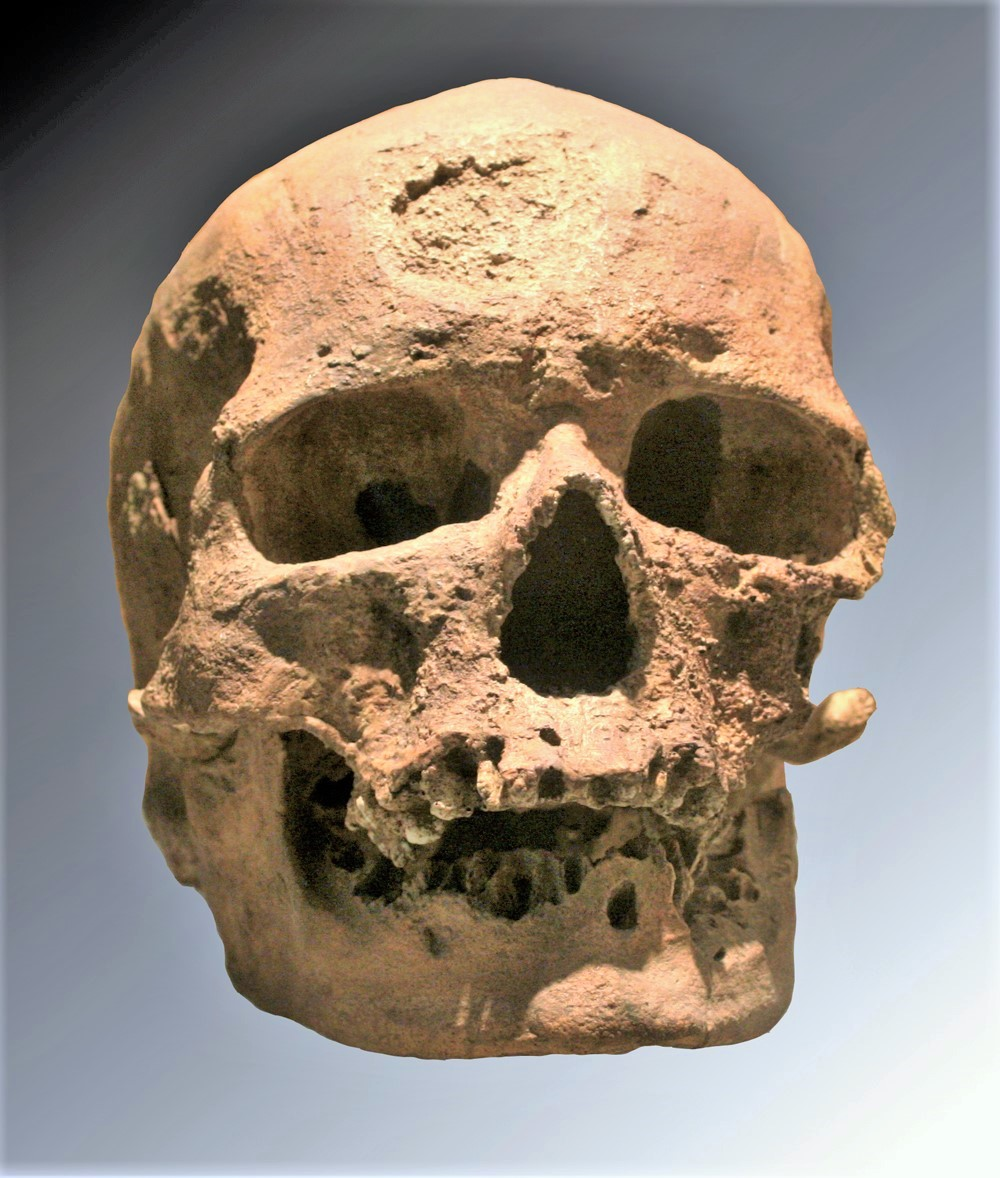
Cro-Magnon 1

Кро-Маньо́н (фр. Cro-Magnon) — пещера в городке Лез-Эзи-де-Тайак-Сирёй департамента Дордонь на юго-западе Франции, известная благодаря останкам доисторического человека, найденным здесь в 1868 году французским палеонтологом Луи Ларте. Пещера дала название всем людям эпохи верхнего палеолита — кроманьонцы. Помимо человеческого погребения здесь были найдены кремнëвые орудия, а также украшения, которые относятся к ориньякской и граветтской культурам, датируемым примерно 30 тыс. лет до нашей эры. Из пяти найденных скелетов один принадлежит младенцу, а четыре оставшихся — взрослым людям возрастом более пятидесяти лет. Этим Кро-Маньон отличается от других подобных находок на территории Европы, где в основном были найдены останки молодых людей и подростков. Всего здесь нашли 140 фрагментов человеческих скелетов, которые принадлежали как минимум восьми индивидам
В этой же коммуне в 1901 году в пещерах Комбарель и Фон-де-Гом были обнаружены сотни наскальных изображений, относимых к мадленской эпохе (верхний палеолит).
Лицо кроманьонца Cro-Magnon 1, вероятнее всего, было покрыто огромными бородавчатыми наростами, в том числе крупный на лбу — вероятные доброкачественные опухоли. Cro-Magnon 1 жил около 28 тыс. л. н. и умер в возрасте 50 лет.

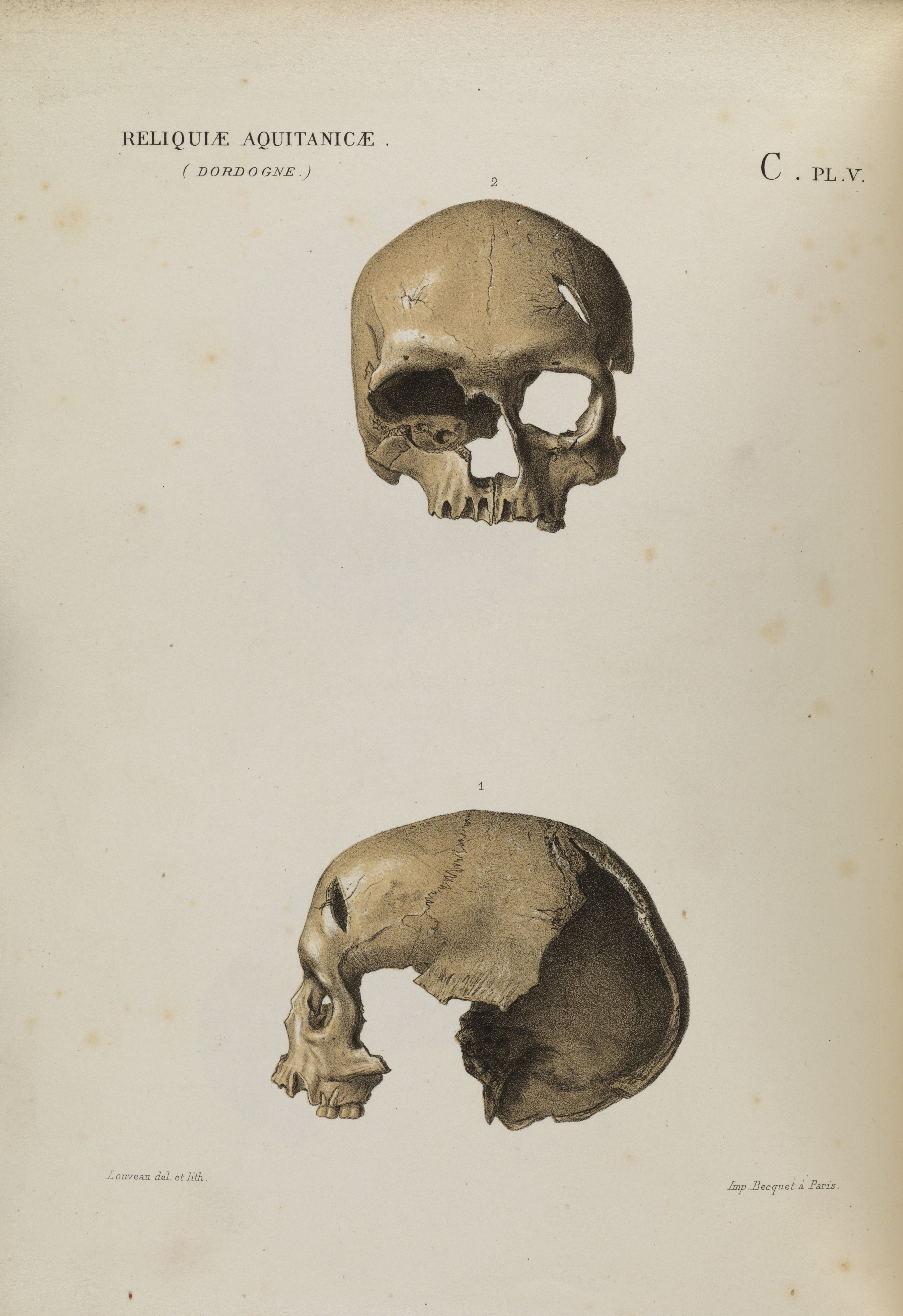
Cro-Magnon 2 (1875)

Cro-Magnon 2 умер спустя несколько недель после того, как он получил ранение, нанесенное тупым предметом (например, кремнëвым наконечником копья или каменным топором). Возможно, у этого кроманьонца развился посттравматический абсцесс головного мозга, от которого он и скончался. Поскольку в самих останках недостаточно коллагена для целей датирования, единственная радиоуглеродная дата C14 (31 324–32 666 калиброванных л. н.) основана на абсолютной датировке проколотой человеком раковины моллюска Littorina littorea и относительная, некалиброванная датировка аналогичных украшений из граветтской толщи из скального убежища Абри-Пато, расположенного в 300 м вниз по течению реки Везер от скального убежища кроманьонцев. Эта дата помещает их в середину верхнего палеолита или, точнее, в раннюю фазу граветтского технокомплекса.